# Liste der Kantone im Département Loire
Das Département Loire liegt in der Region Auvergne-Rhône-Alpes in Frankreich. Es untergliedert sich in drei Arrondissements mit 21 Kantonen (französisch cantons).
Siehe auch: Liste der Gemeinden im Département Loire

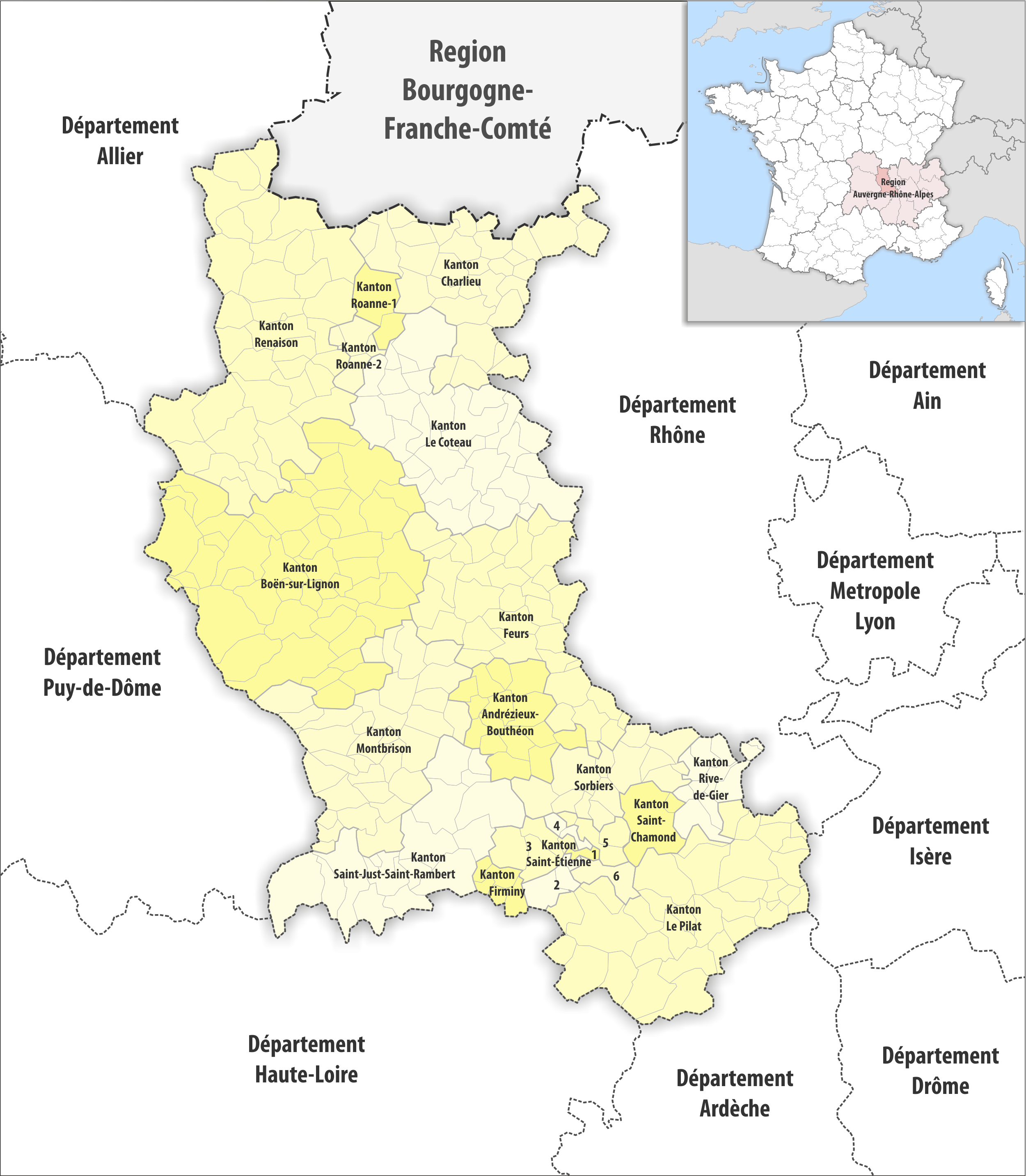
Gemeinden und Kantone im Département Loire

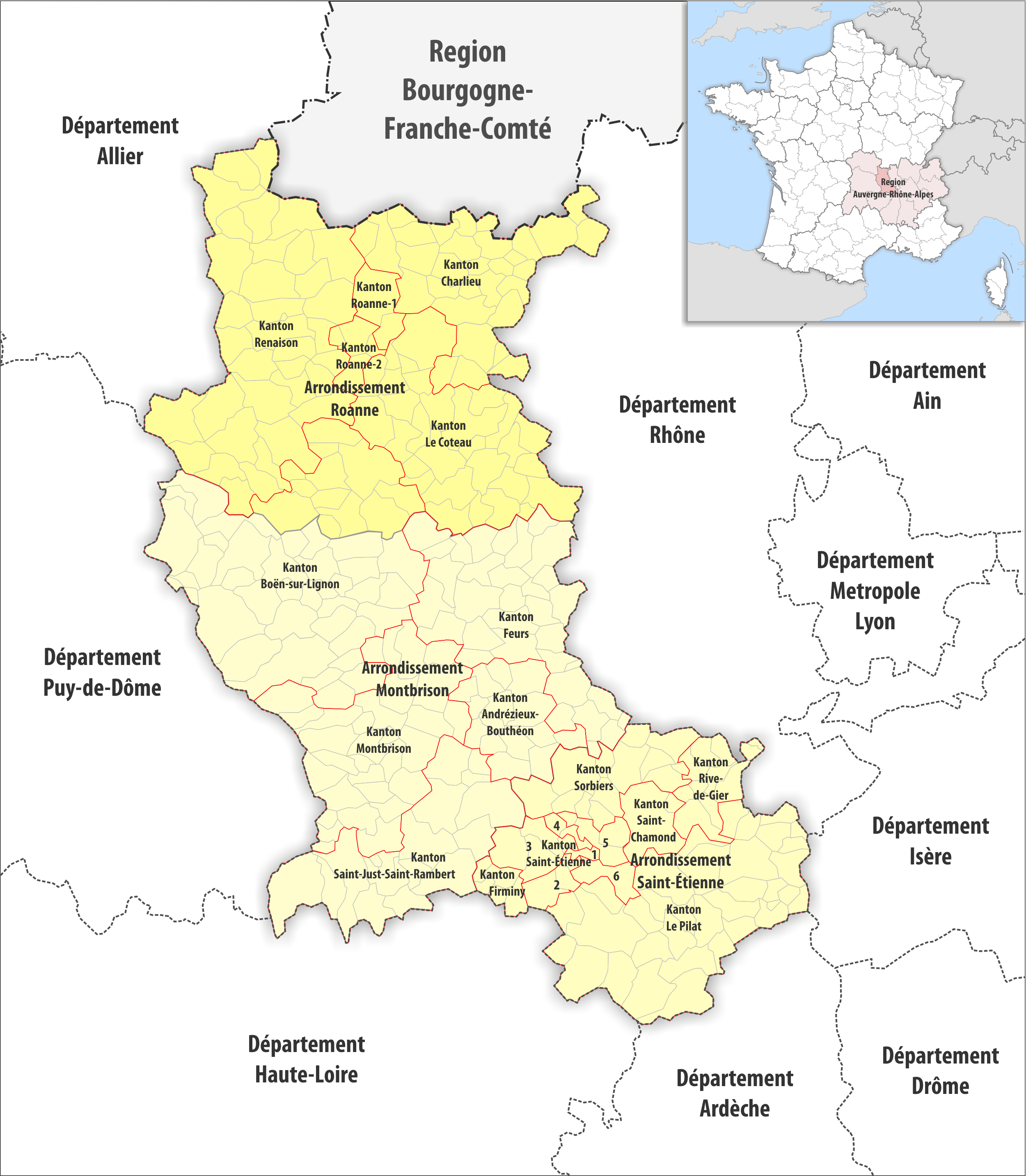
Gemeinden, Arrondissemente und Kantone im Département Loire

| Kanton                   | Gemeinden | Einwohner 1. Januar 2022 | Fläche km² | Dichte Einw./km² | Code INSEE | Arrondissement(e)         |
| ------------------------ | --------- | ------------------------ | ---------- | ---------------- | ---------- | ------------------------- |
| Andrézieux-Bouthéon      | 15        | 46.085                   | 161,64     | 285              | 4201       | Montbrison, Saint-Étienne |
| Boën-sur-Lignon          | 48        | 29.888                   | 817,31     | 37               | 4202       | Montbrison, Roanne        |
| Charlieu                 | 31        | 29.493                   | 368,19     | 80               | 4203       | Roanne                    |
| Le Coteau                | 29        | 33.172                   | 427,71     | 78               | 4204       | Roanne                    |
| Feurs                    | 33        | 39.067                   | 410,23     | 95               | 4205       | Montbrison                |
| Firminy                  | 5         | 31.118                   | 32,08      | 970              | 4206       | Saint-Étienne             |
| Montbrison               | 31        | 42.418                   | 409,67     | 104              | 4207       | Montbrison                |
| Le Pilat                 | 35        | 36.049                   | 543,40     | 66               | 4208       | Saint-Étienne             |
| Renaison                 | 36        | 29.624                   | 703,91     | 42               | 4209       | Roanne                    |
| Rive-de-Gier             | 11        | 44.167                   | 88,60      | 498              | 4210       | Saint-Étienne             |
| Roanne-1                 | 1 ⁄2      | 29.755                   | 44,64      | 667              | 4211       | Roanne                    |
| Roanne-2                 | 3 1⁄2     | 30.223                   | 39,12      | 773              | 4212       | Roanne                    |
| Saint-Chamond            | 2         | 40.454                   | 59,28      | 682              | 4213       | Saint-Étienne             |
| Saint-Étienne-1          | 1⁄6       | 39.078                   | 5,19       | 7.529            | 4214       | Saint-Étienne             |
| Saint-Étienne-2          | 2 1⁄6     | 36.366                   | 28,34      | 1.283            | 4215       | Saint-Étienne             |
| Saint-Étienne-3          | 2 1⁄6     | 42.123                   | 56,17      | 750              | 4216       | Saint-Étienne             |
| Saint-Étienne-4          | 1 ⁄6      | 35.995                   | 10,72      | 3.358            | 4217       | Saint-Étienne             |
| Saint-Étienne-5          | 2 1⁄6     | 35.681                   | 30,58      | 1.167            | 4218       | Saint-Étienne             |
| Saint-Étienne-6          | 1⁄6       | 40.447                   | 23,93      | 1.690            | 4219       | Saint-Étienne             |
| Saint-Just-Saint-Rambert | 18        | 45.619                   | 356,94     | 128              | 4220       | Montbrison                |
| Sorbiers                 | 13        | 35.219                   | 162,94     | 216              | 4221       | Saint-Étienne             |
| Département Loire        | 320       | 772.041                  | 4.780,59   | 161              | 42         | –                         |

## Liste ehemaliger Kantone
Bis zum Neuzuschnitt der französischen Kantone im März 2015 war das Département Loire wie folgt in 40 Kantone unterteilt:
| Arrondissement | Kantone |
| -------------- | --- |
| Montbrison     | Boën-sur-Lignon, Chazelles-sur-Lyon, Feurs, Montbrison, Noirétable, Saint-Bonnet-le-Château, Saint-Galmier, Saint-Georges-en-Couzan, Saint-Jean-Soleymieux, Saint-Just-Saint-Rambert |
| Roanne         | Belmont-de-la-Loire, Charlieu, Néronde, La Pacaudière, Perreux, Roanne-Nord, Roanne-Sud, Saint-Germain-Laval, Saint-Haon-le-Châtel, Saint-Just-en-Chevalet, Saint-Symphorien-de-Lay |
| Saint-Étienne  | Bourg-Argental, Le Chambon-Feugerolles, Firminy, La Grand-Croix, Pélussin, Rive-de-Gier, Saint-Chamond-Nord, Saint-Chamond-Sud, Saint-Étienne-Nord-Est-1, Saint-Étienne-Nord-Est-2, Saint-Étienne-Nord-Ouest-1, Saint-Étienne-Nord-Ouest-2, Saint-Étienne-Sud-Est-1, Saint-Étienne-Sud-Est-2, Saint-Étienne-Sud-Est-3, Saint-Étienne-Sud-Ouest-1, Saint-Étienne-Sud-Ouest-2, Saint-Genest-Malifaux, Saint-Héand |